# Friedrich Christian von Deuster

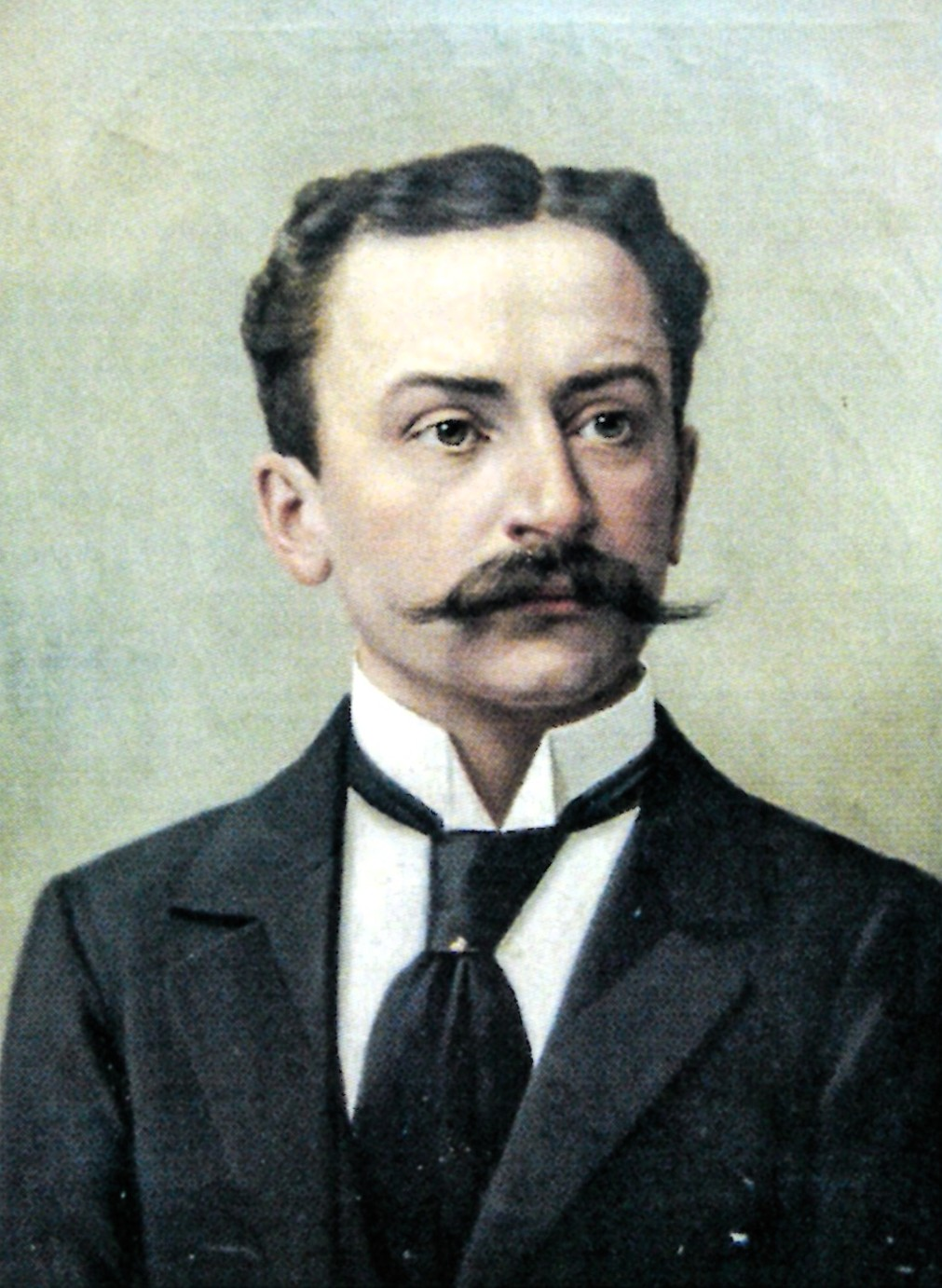
Friedrich Christian von Deuster, Porträt von Ferdinand Behrens 1896

Friedrich Christian von Deuster (auch nur Friedrich von Deuster, geboren als Friedrich Christian Deuster, Spitzname Fritz; * 4. Juni 1861 in Kitzingen; † 16. Januar 1945 in Pischetsried) war ein unterfränkischer Gutsbesitzer und Schlossherr, sowie zwischen 1905 und 1918 erblicher Reichsrat der Krone Bayerns in der Kammer der Reichsräte in der Bayerischen Ständeversammlung.

## Leben
Friedrich Christian Deuster wurde am 4. Juni 1861 in Kitzingen geboren. Er war das Kind des Brauereibesitzers Carl Reichard von Deuster (1826–1897) und seiner Frau Susanne, geborene Ehemann (1832–1898). Die Familie Deuster, ursprünglich in Kitzingen als Weinhändler tätig, stieg in den 1880er Jahren durch die Arrondierung ausgedehnten Grundbesitzes in den Haßbergen auf. Dem Onkel Friedrichs, Carl Oskar Deuster, gelang 1884 sogar die Erhebung der Familie in den erblichen Adelsstand. 1887 erhielt die Familie einen Sitz in der Kammer der Reichsräte.
Als jüngster Sohn des Ehepaares hatte Friedrich Christian kaum Chancen zum Haupterben aufzusteigen. Allerdings förderte der Onkel Carl Oskar von Deuster ihn. Die Ausbildung des jungen Friedrich Christian liegt weitgehend im Dunkeln. Während seine älteren Brüder alle eine kaufmännische Laufbahn durchliefen, sollte er wohl über den Fideikommiss versorgt werden, der nach der Adelung der Familie aus den Gütern um Maroldsweisach errichtet werden konnte.
Als erster seiner Familie schlug Friedrich Christian eine Offizierslaufbahn ein und diente ab 1. Oktober 1884 im 1. Garde Dragonerregiment in Berlin. 1887 verließ er die Armee als Sekondleutnant der Reserve des königlich-bayerischen 1. Ulanen-Regiments. Im Jahr 1893 trat von Deuster eine Weltreise an, die ihn nach Japan und Hawaii führen sollte. Ein Jahr später zog er nach Schloss Sternberg bei Sulzdorf an der Lederhecke um und wurde hier unter der Regie des Onkels in Landwirtschaft unterrichtet.
1896 kaufte Friedrich Christian von Deuster das Schloss Trauttmansdorff bei Meran in Südtirol. Am 12. August 1896 heiratete er seine Cousine Justine Hertwig und zog mit ihr 1897 in das Schloss. In der Folgezeit ließ das Ehepaar das Schloss ausbauen und betätigte sich als Mäzene für örtliche Künstler, indem sie ein Atelier einrichteten. So lebte zeitweise Martin Wiegand ebenso im Schloss, wie Max von Blittersdorf, Thomas Riss und Ferdinand Leeke. Ferdinand Behrens schuf 1896 ein Doppelporträt des Ehepaares.
In Südtirol stieg Deuster schnell zu einem Großgrundbesitzer auf und vereinigte, neben dem Schloss, weitere Weingüter (Gofer, Hall, Lachler, Steger und Weißplatter) auf sich. Er ließ, zusammen mit dem Industriellen Robert Hasenclever, 1902 die Straße zum Freiberg östlich von Trauttmannsdorff ausbauen und erwarb 1904 die hier verortete Fragsburg, um sie zu einem Hotel auszubauen. Friedrich von Deuster ließ 1899 auch die erste Gedenktafel für Kaiserin Elisabeth bei Trauttmansdorff enthüllen. Dennoch schlug dem „reichsdeutschen Protestanten“ auch Missgunst entgegen.
Nach dem Tod des Onkels 1904 wurde Friedrich Christian von Deuster 1905 lebenslanger Reichsrat der bayerischen Krone und damit Abgeordneter in der Bayerischen Ständeversammlung. Sein deutscher Wohnsitz war Schloss Sternberg bei Königshofen im Grabfeld, während der erstgeborene Bruder Theodor das Stammhaus in der Kitzinger Luitpoldstraße 12 bewohnte. Die Gemeinde Königshofen ernannte von Deuster auch zu ihrem Ehrenbürger. Über die politischen Tätigkeiten des Friedrich Christian von Deuster ist nichts bekannt.
Bei Ausbruch des Ersten Weltkrieges war Deuster 53 und wurde eingezogen. Er diente als Rittmeister, später Major der Landwehr im Lager Hammelburg. 1915 versetzte man ihn ins Generalkommissariat nach Würzburg, wo er die lokale Zensurbehörde unter sich hatte. Deuster zeichnete zwischen 1914 und 1918 viele Kriegsanleihen, die zu einer beträchtlichen Verringerung des Familienvermögens beitrugen. Nach dem Krieg wurde 1919 der Fideikommiss aufgehoben und die Familie verlor ihren Sitz in der Kammer der Reichsräte.
Gleichzeitig zog auch die italienische Regierung die von Friedrich Christian von Deuster gekauften Schlösser und Betriebe in Südtirol ein. Zeit seines Lebens versuchte Friedrich Christian von Deuster seinen Besitz zurückzuholen, scheiterte aber letztendlich. Zeitweise wollte er sogar die italienische Staatsbürgerschaft annehmen. In den 1920er Jahren spekulierte er zudem an der Börse und verlor noch mehr Geld. Seit 1920 wohnte die Familie in München. Friedrich Christian von Deuster starb am 16. Januar 1945 in Pischetsried.

## Ehe und Nachkommen
Am 12. August 1896 heiratete Friedrich Christian von Deuster seine Cousine Justine Hertwig (1878–1970). Justine von Deuster förderte zusammen mit ihrem Mann verschiedene Künstler und ließ sich von mehreren Malern darstellen. Das Ehepaar hatte fünf Kinder.
- Elisabeth (1898–1991)
- Carl (1899–1954)
- Irene (1901–1986)
- Margarete (1903–1998)
- Anna Leonore (1908–1980)